# 4418 Fredfranklin
4418 Fredfranklin eller 1931 TR1 är en asteroid i huvudbältet, som upptäcktes 9 oktober 1931 av den tyske astronomen Karl Wilhelm Reinmuth i Heidelberg. Den har fått sitt namn efter Fred Franklin.
Asteroiden har en diameter på ungefär 7 kilometer och den tillhör asteroidgruppen Eunomia.